# 燈頰鯛
燈頰鯛（学名：Anomalops katoptron），又名燈眼魚、奇眼鲷，是輻鰭魚綱金眼鯛目燧鯛亞目燈眼魚科燈頰鯛屬的下的唯一種。

## 分布
本魚分布於西太平洋區，包括印尼、馬來西亞、菲律賓、台灣、日本、密克羅尼西亞等海域。

## 深度
水深2至400公尺。

## 特徵
本魚體黑色，兩背鰭，背鰭及臀鰭有強棘，鱗片粗厚，眼下有半月形的大型有橫斑紋之容器，內部有共生細菌發光，此光為白色或者青色，捕食時發光，魚本身可用某種位置方式控制細菌活性來「開關」燈。體長可達28公分。
目前已知的燈頰鯛的發光細菌有兩種，分別是Photodesmus blepharus和Photodesmus katoptron，它們是細菌界變形菌門γ-變形菌綱弧菌目弧菌科發光附屬菌屬的唯二成員，儘管還沒有得到完全確認。 這些細菌似乎完全依賴於它們的宿主魚來生長。 具體發光機理比較複雜，這裡只做簡單介紹。 幾乎所有的生物發光細菌都有一個共同的luxCDABE基因團簇發光操縱子，其中A、B負責編碼熒光素酶，而C、D、E負責編碼脂肪酸還原酶複合物，來合成用於生物發光反應的醛和酸。 最終，還原態的黃素單核苷酸、長鏈脂肪醛、長鏈脂肪酸等會在特異性的熒光素酶催化下被氧分子氧化，同時釋放出波長為450-490nm處的藍綠光。 

## 生態
為岩礁區魚類，隨著成長棲息深度越深，以浮游生物為食物。夜行性，白天躲在洞穴或陰暗處。

## 經濟利用
非食用魚，為水族館常見的觀賞魚種。